# هالبرشتات دی.۲
هالبرشتات دی. ۲ (به انگلیسی: Halberstadt_D.II) یک هواگرد از نوع هواپیمای جنگنده ساخت شرکت Halberstädter Flugzeugwerke است. هواگرد هالبرشتات دی. ۲ نخستین پروازش را در Late 1915 میلادی انجام داد. این هواگرد در سال Early 1916 میلادی رسماً معرفی گردید و در سال‌های ۱۹۱۶ تولید شده‌است. در مجموع، تعداد ۶۵ فروند از این هواگرد ساخته شده‌است.
طراح این هواگرد، Karl Theis بود.